# Regina Burachik
Regina Sandra Burachik es una matemática argentina quién trabaja en optimización y análisis (particularmente: análisis convexo, análisis funcional y análisis no plano). Actualmente, es profesora en la Universidad de Australia Meridional.
En 1995, obtuvo su Ph.D. del IMPA, bajo la supervisión de Alfredo Noel Iusem (método de punto proximal generalizado para el Variacional Problema de Desigualdad). En su tesis, introdujo y analizó métodos de solución para desigualdades variacionales, el último es una generalización del problema de optimización cohibido convexo." En 2004, hizo estudios de posdoctorado por la Universidad de Australia del Sur.

## Algunas publicaciones

### Artículos
- Con A. N. Iusem ; B. F. Svaiter. "Ampliación de operadores monótonos con aplicaciones a variational desigualdades", Set-Análisis Valorado
- Con A. N. Iusem. "Un algoritmo de punto proximal generalizado para el variational problema de desigualdad en un Hilbert espacio", SIAM Revista encima Optimización
- Con A. N. Iusem. "Pone-valoró ampliaciones & de mapeos de operadores monótonos", Optimización y sus Aplicaciones
- Con B. F. Svaiter. "Operadores monótonos máximos, funciones convexas y una familia especial de ampliaciones", Set-Análisis Valorado

### Libros
- Con Iusem: Set-Valoró Mapeos y Ampliaciones de Operadores Monótonos (2007)
- Variational Análisis y Diferenciación Generalizada en Optimización y Control (2010, cuando editor)